# Freehosting
Freehosting je služba umístění webových stránek na serveru poskytovatele zdarma. Je to podtyp webhostingu, většinou se jedná jen o nejzákladnější negarantované služby bez podpory pokročilých technologií pro vytváření WWW stránek, bez technické podpory a s omezenými datovými přenosy. Na stránky jsou často umísťovány reklamy.
V nabídce freehostingových programů bývá podpora skriptovací technologie PHP a databáze MySQL.
Freehosting je vhodný např. pro osobní či zájmové stránky, kde nezáleží na rychlosti a dostupnosti. Pokud se chce na Internetu prezentovat firma, je vhodnější zvolit placený webhosting, kde lze očekávat mnohem kvalitnější a garantované služby. Freehosting také může ukončit svou činnost bez náhrady, což je pro seriózní projekty značné riziko. Některé firmy poskytující freehosting jsou pověstné častými výpadky.
Freehosting bývá často poskytován za nějakou protislužbu – na stránku je například umístěn reklamní banner, lišta nebo odkazy, nebo je webhosting zdarma podmíněn registrací domény u poskytovatele.